# Ixora jourdanii
Ixora jourdanii là một loài thực vật có hoa trong họ Thiến thảo. Loài này được Mouly & J.Florence mô tả khoa học đầu tiên năm 2007.